# Vitjazaster djakonovi
Vitjazaster djakonovi is een kamster uit de familie Porcellanasteridae.
De wetenschappelijke naam van de soort werd in 1969 gepubliceerd door Belyaev.